# Chuy (ville)
Chuy est une ville de l'Uruguay située dans le département de Rocha. Sa population est de 10 401 habitants.
Elle est l'une des villes les plus importantes du département et de la zone est du pays par sa population.

## Histoire
La ville a été fondée en 1888.

## Population
| Année | Population |
| ----- | ---------- |
| 1963  | 2.881      |
| 1975  | 4.521      |
| 1985  | 8.257      |
| 1996  | 9.804      |
| 2004  | 10.401     |

Référence: